# Gabriel Sudan
Gabriel Sudan (Bucareste, 14 de abril de 1899 — 22 de junho de 1977) foi um matemático romeno. Conhecido pela função de Sudan (1927), um exemplo fundamental na teoria da computação, similar à função de Ackermann (1928).
Gabriel Sudan obteve o doutorado na Universidade de Göttingen em 1925, com a tese Über die geordneten Mengen ("Sobre a Teoria de Conjuntos Ordenados"), orientado por David Hilbert. Foi professor da Universidade Politécnica de Bucareste de 1941 até aposentar-se em 1966. 
Sudan elaborou a função que leva seu nome, com o mesmo propósito que Wilhelm Ackermann: resolver afirmativamente um problema posto por Hilbert. As funções de Ackermann e Sudan são cronologicamente os primeiros exemplos de funções recursivas que não são funções recursivas primitivas.

## Obras
- Geometrizarea fracțiilor continue, 1959
- Cîteva probelme matematice interesante, București, Editura Tehnică, 1969